# Хидровидни
Хидровидните (Hydrozoa) са клас примитивно устроени безгръбначни животни от типа на мешестите. Те се появяват през периода креда. Известни са около 20 хиляди вида, единични и колониални, най-често прикрепени.
Разпространени са предимно в морските басейни, а само някои видове живеят в сладки води. Обикновено и най-често населяват крайбрежните ивици, но някои видове достигат големи дълбочини от 6600 до 8300 метра.

Размерите са им от няколко милиметра до един метър при най-едрите. Тялото им представлява торбичка, изградена от ектодерма, ендодерма и междинен слой наречен мезоглея. Устния отвор е обграден с пипала, от 1 до 300 и разположен в предния край на тялото. Най-често безполовото поколение образува колонии, които се състоят от множество еднакво устроени индивиди. Броят на индивидите на колонията се увеличава по безполов начин, чрез пъпкуване, при което те не се отделят от общото стъбло. В някои случаи пъпкуването води до образуване на разделнополова медуза (хидромедуза), която образува полови продукти. Получената след оплождането ларва (планула) се прикрепя на дъното и дава началото на нова безполова колония. Всички хидрозои се хранят с планктонни ракообразни, дори и малки рибки. Чрез пипалата си около устния отвор хващат жертвата си и я парализират с копривните си клетки. И постъпването на храната, и изхвърлянето на излишните хранителни вещества се изхвърлят чрез устния отвор. Широко разпространени са видовете от род Eudendrium и Coryne. Движението се извършва, като животното се преобръща.
|  | Тази страница частично или изцяло представлява превод на страницата Hydrozoa в Уикипедия на английски. Оригиналният текст, както и този превод, са защитени от Лиценза „Криейтив Комънс – Признание – Споделяне на споделеното“, а за съдържание, създадено преди юни 2009 година – от Лиценза за свободна документация на ГНУ. Прегледайте историята на редакциите на оригиналната страница, както и на преводната страница, за да видите списъка на съавторите. ВАЖНО: Този шаблон се отнася единствено до авторските права върху съдържанието на статията. Добавянето му не отменя изискването да се посочват конкретни източници на твърденията, които да бъдат благонадеждни. |